# Cayo Avidio Nigrino
Cayo o Gayo Avidio Nigrino  (m. Faenza, 118) fue destacado un político y militar romano que vivió a finales del siglo I y principios del siglo II. Obtuvo un consulado sufecto en el año 110 junto con Tiberio Julio Áquila Polemeano, durante el reinado del emperador Trajano, de quien era amigo personal. Fue asesinado al comienzo del reinado de Adriano en el año 118, acusado de integrar una conspiración contra este. Fue abuelo del futuro emperador Lucio Vero.

## Orígenes y familia
Su familia era natural de Faventia (Faenza) en la Regio VIII Emilia de Italia, donde nació. Su padre, Avidio Nigrino, fue procónsul de Acaya bajo Domiciano, quizás en el año 95. Su tío, Tito Avidio Quieto, fue legatus Augusti pro praetore en Tracia en el año 82, luego cónsul sufecto en el año 93 y, finalmente, gobernador de Britania entre los años 97 y 100.
Plutarco relata varias veces que era amigo de su tío y de su padre, a quien dedicó Sobre el amor fraterno, una de sus obras morales:

"Por eso quiero, mis queridos Nigrino y Quieto, ofrecerles este trabajo mío Sobre el amor fraterno",  
Plutarco, Moralia.

Su familia también mantenía buenas relaciones con Plinio el Joven.
Tenía una hija llamada Avidia Plaucia, mientras que su esposa Plaucia podría ser la exesposa de Lucio Ceyonio Cómodo, cónsul en 106. Puede que haya tenido otra hija, llamada Avidia por los historiadores modernos, hija quizás de un matrimonio anterior, que no parece haberse casado.
Una de sus hijas contrajo matrimonio con Lucio Ceyonio Cómodo, hijo del cónsul del año 136, más tarde conocido como Lucio Elio César, quien fue adoptado por el emperador Adriano y murió pocos meses antes que su padre adoptivo.
Sin embargo, el hijo de Lucio Elio César, Lucio Vero, se convirtió en emperador entre 161 y 169, junto con Marco Aurelio. Además de Vero, Avidio Nigrino tenía otros sobrinos jóvenes como Cayo Avidio Ceyonio Cómodo y dos hermanas, Ceyonia Fabia y Ceyonia Plaucia.[cita requerida]

## Carrera política
Avidio Nigrino fue amigo del emperador romano Trajano y de su familia. Sirvió al emperador como tribuno de la plebe en el año 105. Ronald Syme plantea la posibilidad de que él sea el Nigrino que Plinio el Joven elogia por su discurso acusando al senador Vareno Rufo por corrupción durante su gobierno en Bitinia y Ponto. Luego sirvió como legatus en Acaya, donde probablemente participó en la reorganización de la administración de la provincia que pasaba por dificultades financieras. También parece que poco después fue ascendido a gobernador de la misma provincia.
Participó en las guerras dacias de Trajano, tanto en la primera (101-102) y la segunda (105-106); luego en el año 110, obtuvo el consulado, en calidad de sufecto. Antes de fin de año, fue enviado a Delfos en una misión especial, como miembro de un comité asesor para ayudar al político e historiador Arriano a resolver disputas fronterizas entre el territorio sagrado de Delfos y las ciudades vecinas. Tuvo que tomar una decisión sobre la base de sentencias anteriores, después de haber visitado el sitio y escuchado a las partes involucradas. Este evento se registró en Delfos, donde hay inscripciones honoríficas dedicadas a Nigrino en griego y latín.
Posteriormente, en el año 112, obtuvo el gobierno de la provincia de Acaya, como procónsul, y luego de Dacia, como legatus Augusti pro praetore, a partir del año 113 o 114 hasta la muerte de Trajano en 117. Mantuvo la provincia a raya de las continuas incursiones de los sármatas (yázigas al oeste y roxolanos al este) así como de algunos dacios sobrevivientes de las anteriores campañas de Trajano. La situación era tan difícil que Cayo Julio Cuadrato Baso, gobernador de Siria, fue enviado en el verano de 117 en su ayuda junto con la legio XIV Gemina.
Fue considerado uno de los miembros más prestigiosos e influyentes del Senado por aquella época y, por tanto, un digno oponente en la carrera por la púrpura imperial a la sucesión de Trajano, que luego correspondió a Adriano. Por lo tanto, por orden del Senado, Avidio Nigrino y otros presuntos conspiradores fueron ejecutados en 117 o 118, entre ellos Lucio Publilio Celso, cónsul en los años 102 y 113, Aulo Cornelio Palma Frontoniano, cónsul en los años 99 y 109 y Lusio Quieto, brazo derecho de Trajano durante la conquista de Dacia, la campaña contra Partia y luego legado de Judea, porque se sospechaba que habían tratado de dar un golpe de Estado contra el nuevo emperador por haber aspirado al trono  o simplemente eran vistos como amenazas para el nuevo emperador. Adriano, que todavía estaba en Siria asegurando la sucesión, negó haber ordenado las ejecuciones de estos cuatro influyentes senadores, mientras que la Historia Augusta agrega que Adriano tenía la intención de convertir a Nigrino en su heredero aparente. En cambio, el nuevo emperador culpó a Publio Acilio Atiano, a la sazón prefecto del pretorio, de haber estado detrás de las ejecuciones. Estos asesinatos provocaron un daño considerable en la imagen de Adriano tanto en el Senado como en el pueblo; tanto, que Atiano fue cesado súbitamnete del cargo de prefecto, nombrado senador y remplazado en el pretorio por Quinto Marcio Turbón en 119. Avidio Nigrino fue ejecutado en su ciudad natal de Faventia en el año 118. Anthony Birley menciona la sugerencia de que Adriano pudo haber sentido más tarde remordimiento por este acto, explicando así por qué adoptó al yerno de Nigrino, Lucio Ceyonio Cómodo, quien más tarde, luego de su adopción por el emperador, tomó el nombre de Lucio Elio César. Sin embargo, Birley también sugiere que Adriano adoptó a Ceyonio Cómodo por «pura perversidad: el deseo de Adriano de enfurecer a otros aspirantes al trono».